# Ulrik Cederberg
Johan Ulrik Cederberg, född 29 mars 1843 i Håtuna socken, Uppsala län, död 14 oktober 1912 i Falu Kristine församling i Kopparbergs län, var en svensk musikpedagog. 
Cederberg blev elev vid Stockholms musikkonservatorium 1855, avlade organistexamen 1860 och musikdirektörsexamen 1865. Han var musiklärare vid Falu högre allmänna läroverk från 1868, organist, klockare och kantor i Kristine församling i Falun från 1869 och musiklärare vid Falu folkskollärarinneseminarium från 1880. Han invaldes som ledamot av Musikaliska akademien 1897.